# Love Me or Leave Me (альбом Дорис Дэй)
Love Me or Leave Me — альбом-саундтрек американской певицы Дорис Дэй, записанный специально для фильма «Люби меня или покинь меня». Он был выпущен 2 мая 1955 года на лейбле Columbia Records. Пластинка имела большой успех у слушателей, она возглавила американский альбомный хит-парад и в общей сложности провела там 28 недель.

## Список композиций
| №  | Название                                        | Автор(ы)                                 | Длительность |
| -- | ----------------------------------------------- | ---------------------------------------- | ------------ |
| 1. | «It All Depends on You»                         | Рэй Хендерсон, Бадди Десильва, Лью Браун | 2:02         |
| 2. | «You Made Me Love You (I Didn’t Want to Do It)» | Джеймс Монако, Джозеф Маккартни          | 2:29         |
| 3. | «Stay on the Right Side, Sister»                | Тед Колер, Руб Блум                      | 1:00         |
| 4. | «Mean to Me»                                    | Фред Алерт, Рой Трак                     | 2:12         |
| 5. | «Everybody Loves My Baby»                       | Джек Палмер, Спенсер Уильямс             | 1:11         |
| 6. | «Sam, The Old Accordion Man»                    | Уолтер Дональдсон                        | 2:06         |

| №  | Название                     | Автор(ы)                    | Длительность |
| -- | ---------------------------- | --------------------------- | ------------ |
| 1. | «Shaking the Blues Away»     | Ирвинг Берлин               | 3:30         |
| 2. | «Ten Cents a Dance»          | Ричард Роджерс, Лоренц Харт | 1:57         |
| 3. | «I'll Never Stop Loving You» | Сэмми Кан, Николас Бродский | 1:55         |
| 4. | «Never Look Back»            | Хилтон Прайс                | 2:26         |
| 5. | «At Sundown»                 | Уолтер Дональдсон           | 1:31         |
| 6. | «Love Me or Leave Me»        | Уолтер Дональдсон, Гас Кан  | 2:14         |

В 1993 году альбом был переиздан с новым трек-листом: были добавлены увертюра и финал, а также три бонусных трека: «I'll Never Stop Loving You», «Ten Cents A Dance» и «Love Me Or Leave Me (Version 1)».

## Чарты
| Чарт (1957)                          | Высшая позиция |
| ------------------------------------ | -------------- |
| США (Billboard Top LPs)              | 1              |
| США (Billboard — Show and Movie LPs) | 1              |